# 鄭孝胥内閣
鄭孝胥内閣（ていこうしょないかく）は鄭孝胥が初代国務総理大臣に任命され、1932年3月9日から1935年5月21日まで続いた満洲国の内閣である。
なお、1934年3月1日に満洲国が帝政に移行するまでは皇帝は「執政」、国務総理大臣は「国務院総理」であった。

## 閣僚
1932年3月9日、内閣発足時の閣僚。
| 国務院総理 | 鄭孝胥 |  |            |            |
| 民政部総長 | 臧式毅 |  | 民政部次長 | 葆康       |
| 文教部総長 | 鄭孝胥 |  | 文教部次長 | 許汝棻     |
| 外交部総長 | 謝介石 |  | 外交部次長 | 大橋忠一   |
| 軍政部総長 | 馬占山 |  | 軍政部次長 | 王静修     |
| 司法部総長 | 馮涵清 |  | 司法部次長 | 古田正武   |
| 財政部総長 | 熙洽   |  | 財政部次長 | 孫其昌     |
| 実業部総長 | 張燕卿 |  | 実業部次長 | 高橋康順   |
| 交通部総長 | 丁鑑修 |  | 交通部次長 | 平井出貞三 |